# آبشار پیران

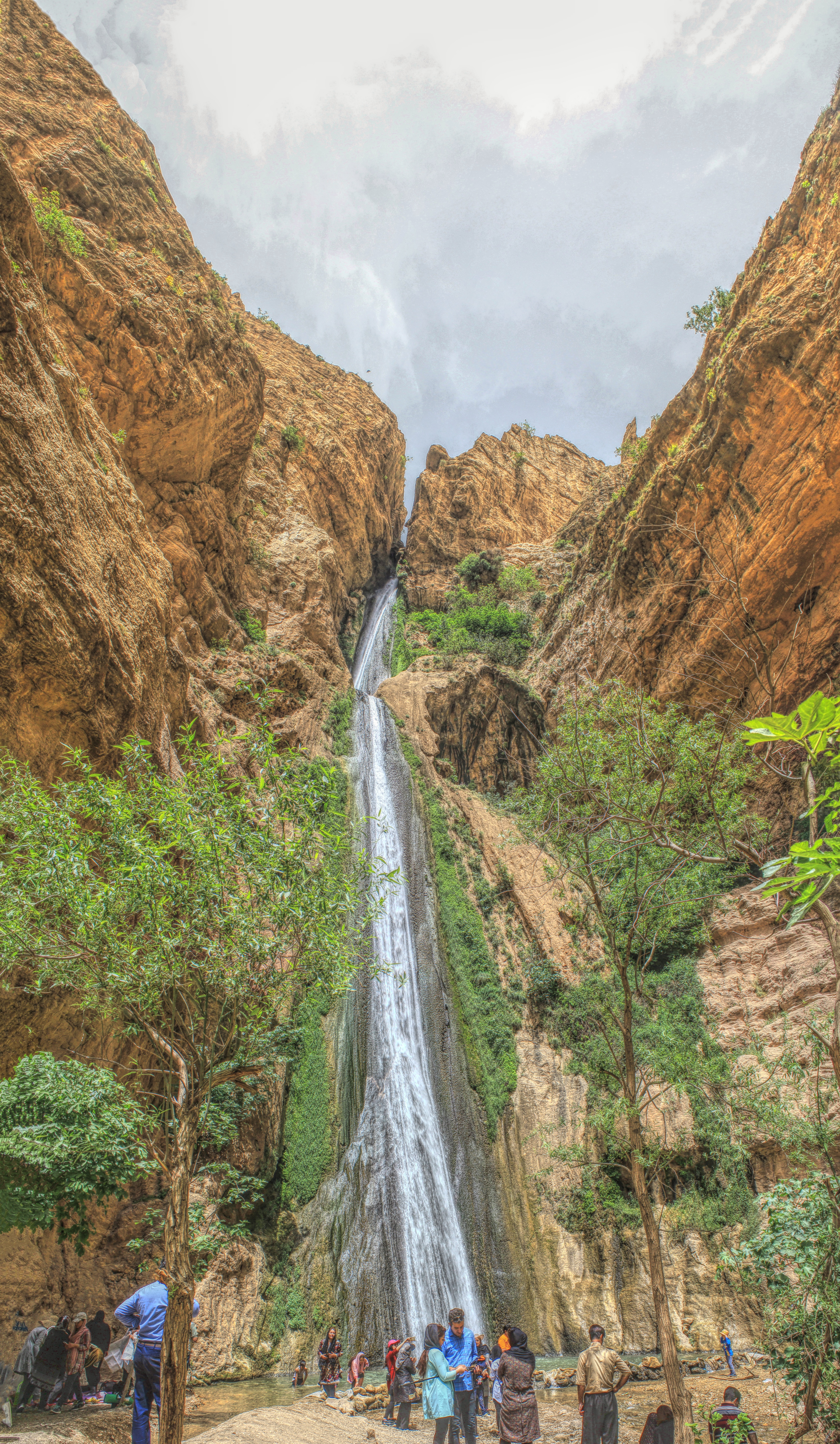
آبشار ریژاو (پیران) یکی از بلندترین آبشارهای ایران است

آبشار ریژآو یا آبشار پیران، در قسمت شمال غرب شهر ریژاو و در روستای ژالکه شهرستان سرپل ذهاب استان کرمانشاه واقع شده و از جمله بلندترین آبشارهای ایران محسوب می‌شود. در قسمت بالای این آبشار، روستایی با نام ژالکه و در قسمت پایین این آبشار با عبور از دره هونه به روستای پیران منتهی می‌شود. روبروی همین آبشار، آبشار زیبای دیگری قرار دارد ، آبشار پیران تنها و بلندترین آبشار آپارتمانی ایران و خاورمیانه است .
آبشار پیران از آبشارهای استان کرمانشاه در شهرستان سرپل ذهاب قرار دارد. این آبشار حدود صد متر است. منطقه پیران در ۱۰ کیلومتری شمال شرق سرپل ذهاب قرار دارد و آبشار آن پس از باغات روستا و در دره‌ای عریض واقع شده است. به دلیل ارتفاع بلند و دیوارمانند صخره‌ها صعود از آبشار غیرممکن است.
این آبشار یکی از بلندترین آبشارهای ایران است که در استان کرمانشاه واقع شده‌است. اختلاف ارتفاع آبشار ریژاو در نقطه بالا و پایین طبقه سوم، براساس اندازه‌گیری GPS نزدیک به ۱۸۰ متر است.
آبشار ریژاو آبشاری سه طبقه است که دو طبقه بالایی آن بسیار بلند و طبقه پایینی کوتاه‌تر است. طبقه سوم آبشار ریژاو در زیر درختان قرار گرفته و از بالا دیده نمی‌شود.
اگر معیار ارتفاع آبشار را محل فرود اولیه آب در نظر بگیریم نقطه پایانی این آبشار در انتهای طبقه دوم آن است که با کم کردن ارتفاع طبقه سوم که حدود ۲۰ متر است و ۱۰ متر اختلاف ارتفاع بالای آبشار با محل جاری شده آب، می‌توان گفت که ارتفاع آبشار ریژآو چیزی در حدود ۱۵۰ متر است. بر این اساس «آبشار ریژاو» یکی از چند آبشار بلند ایران و شاید بلندترین آبشار ایران است.
متأسفانه واژه "ریژآو" که به معنای سر ریز آب (در زبان کردی) است به غلط در تابلوهای معرفی در منطقه، با کلمه "ریجاب" نوشته شده و با این نام معرفی می‌گردد در حالیکه نه در فارسی و نه در کردی واژه ریجاب هیچ معنی و مفهومی ندارد.
آبشار پیران در چهارمین همایش شورای سیاست‌گذاری ثبت آثار ملی کشور در لیست میراث طبیعی کشور قرار گرفت.
قسمت ورودی این آبشار از محل پارکینگ خودروها تا محل فرود آبشار و حوضچه آن پس از زلزله مهیب سال ۹۶ در سرپل ذهاب تخریب گردیده‌است و سنگ‌هایی عظیم محل ورودی به فاصله ۵۰ متر تا قبل از حوضچه آبشار را مسدود و تخریب نموده‌اند.

## مسیر دسترسی به آبشار پیران کرمانشاه
دسترسی به آبشار پیران از ۲ مسیر متفاوت امکان‌پذیر است:
مسیر ۱: برای رسیدن به آبشار پیران باید از قسمت شمال شرقی شهر سرپل ذهاب به روستای پیران رفته و بعد از عبور از این روستا حدود ۲ کیلومتر دیگر را طی کنید تا به قسمت پارکینگ نزدیک آبشار و آخرین محلی که می‌توان با ماشین رفت برسید. بعد از پارک‌کردن ماشین، مسافتی حدود ۲ کیلومتر دیگر را باید پیاده طی کنید تا به آبشار تماشایی پیران برسید. ناگفته نماند که منطقه پایین آبشار، جزو مناطق گرمسیر به‌شمار می‌رود و بهترین زمان بازدیدش ماه‌های اسفند، فروردین و اردیبهشت است.
مسیر ۲: با رفتن به منطقه ریجاب که طبیعتی تماشایی دارد و با عبور از آن به روستایی به نام ژالکه می‌رسید. بعد از گذر از ژالکه با منظره‌ای فوق‌العاده زیبا از آبشار پیران رو به‌رو خواهید شد. با عبور از این مسیر و پارک‌کردن ماشین در پارکینگ آن، در قسمت بالایی آبشار قرار خواهید گرفت. بهترین زمان بازدید از آبشار پیران از این مسیر اواسط بهار تا اواسط تابستان است.

## جاذبه‌های گردشگری اطراف آبشار پیران
از بالای آبشار جاذبه‌هایی مانند قلعه یزدگرد بر بلندای کوه‌های صعب‌العبور دالاهو، قبرستان و آرامگاه ابودجانه، آرامگاه بابا یادگار و سراب اسکندر دیده می‌شود.

## پوشش گیاهی
از میان پوشش گیاهی آبشار ریژآو می‌توان به گونه‌هایی همچون درختان بلوط، پسته کوهی، زالزالک، آلبالوی وحشی، تمشک وحشی، بید، انجیر کوهی، گردو، انار، چنار، انگور، هلو، و زیتون اشاره کرد. همچنین علاوه بر آن‌ها باید از گونه‌های گیاهان دارویی همچون چینور، گنور و ریواس، سماق، اسپند، زو، کنگر، سیرونه، پیچک و کول، قارچ، تولکه، ترشکه، گیلاخه، چاوبازه، شن و سیاکوز یاد کرد.

## تفریحات آبشار پیران کرمانشاه
- اگر از علاقه‌مندان به صخره‌نوردی هستید و این ورزش را به صورت حرفه‌ای دنبال می‌کنید، صخره‌های کنار آبشار پیران فضای مناسبی برای شما است. فقط باید به این نکته دقت کنید که صعود از پایین آبشار به خاطر عمودی‌بودن بیش از حد صخره‌ها امکان‌پذیر نیست؛ به همین دلیل، فرود از بالای آبشار پیشنهاد می‌شود که مستلزم امکانات حرفه‌ای است؛
- اگر به عکاسی علاقه‌مند هستید می‌توانید صحنه‌های کم‌نظیری را چه از پایین آبشار و چه از بالای آن شکار کنید؛
- امکان شنا در حوضچه‌های پایینی آبشار نیز برای شما فراهم شده‌است.

## امکانات رفاهی اطراف آبشار پیران
در نزدیکی آبشار پیران آلاچیق‌هایی ساخته شده‌است که برای اسکان و رفع خستگی فضای مناسبی است. همچنین کمی دورتر از آبشار، پارکینگی برای جای پارک ماشین‌ها وجود دارد که باید هزینه کمی در قبال آن پرداخت کنید. همچنین در حدود ۱۲کیلومتری آبشار، رستوران‌های بانی چاو، پاسارگاد، زیتون و سنتور وجود دارند.